# Championnats d'Europe de BMX freestyle 2019
Navigation
Édition suivante
Les championnats d'Europe de BMX freestyle 2019 ont lieu du 11 au 13 octobre 2019 à Cadenazzo en Suisse.

## Podiums
| Épreuves           | Or                    | Argent        | Bronze               |
| ------------------ | --------------------- | ------------- | -------------------- |
| BMX Freestyle Park |                       |               |                      |
| Élite hommes       | Anthony Jeanjean      | Marin Ranteš  | Declan Brooks        |
| BMX Freestyle Park |                       |               |                      |
| Élite femmes       | Charlotte Worthington | Lara Lessmann | Elizaveta Posadskikh |